# Árbol patrimonial

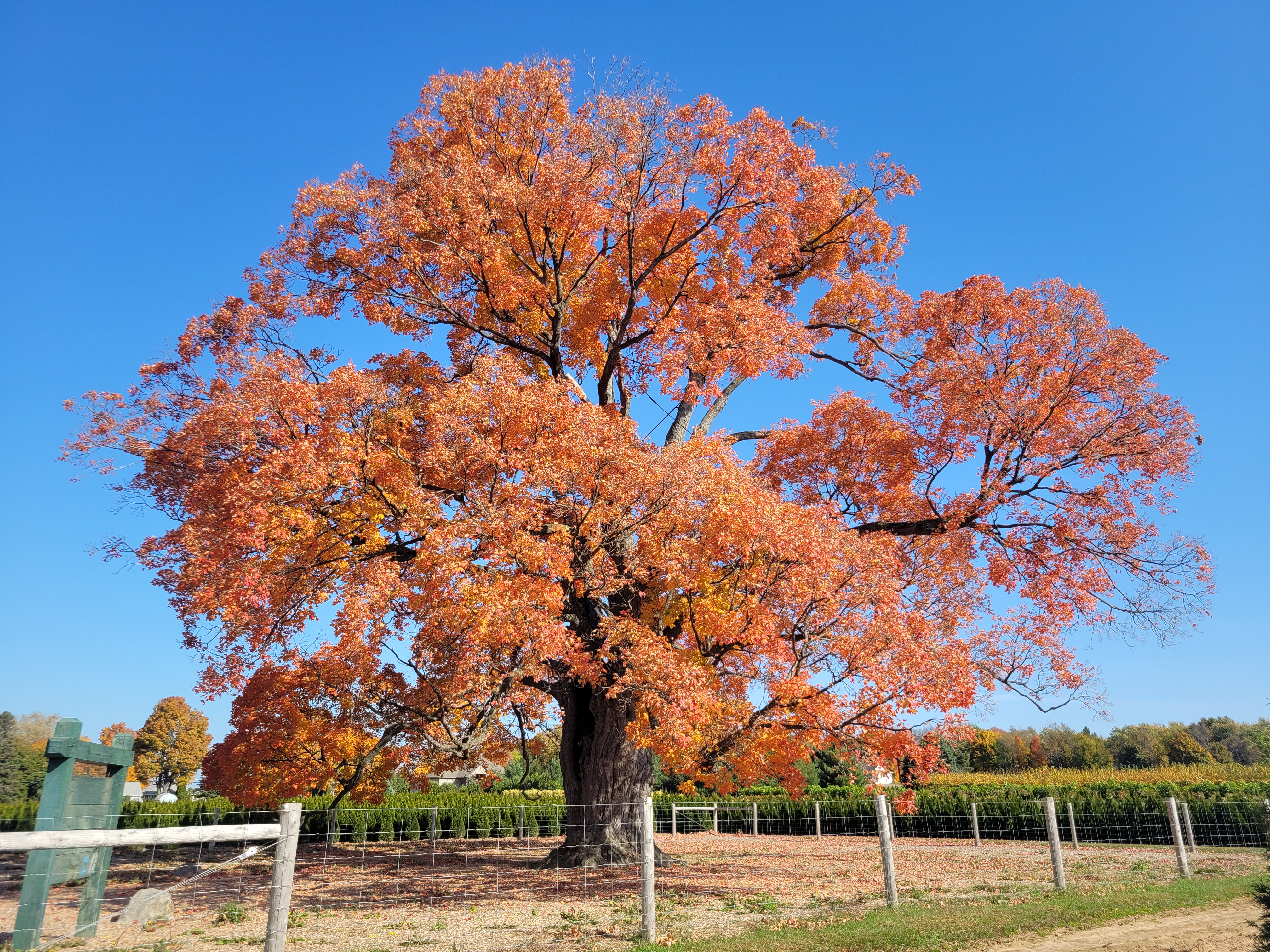
Arce confortable, en Pelham, Ontario

Un árbol patrimonial generalmente es un ejemplar considerado irremplazable por su tamaño y valor único. La edad, rareza, tamaño, valor estético, botánico, ecológico e histórico son criterios clave para reconocerlos. Las ordenanzas respecto a los árboles patrimoniales se realizan para evitar su remoción y sirven para reconocer de manera individual. Los árboles patrimoniales de Singapur están protegidos por ley desde el 17 de agosto de 2001. Inglaterra tiene al roble como árbol patrimonial.

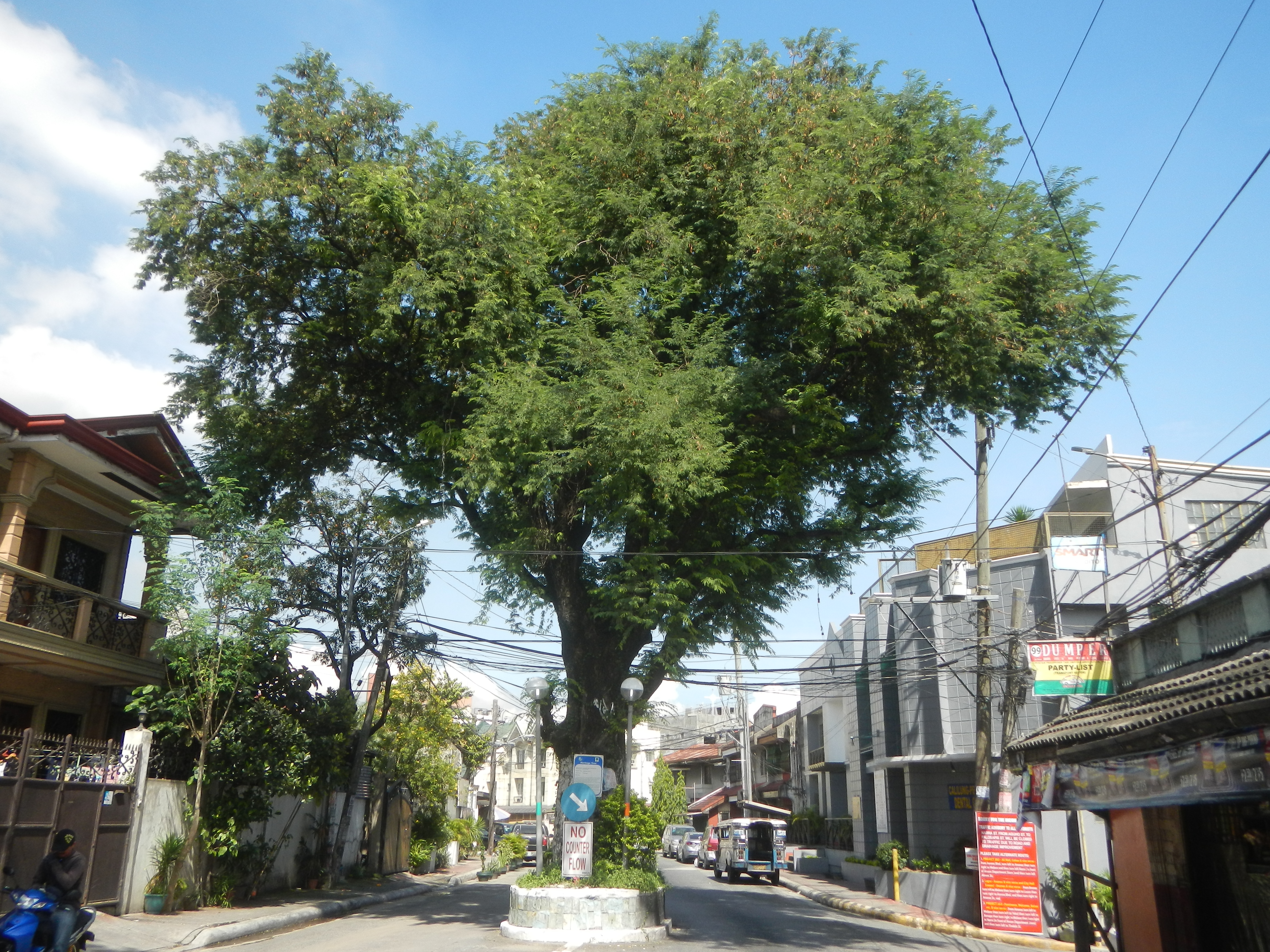
Tamarindo patrimonial, Ciudad Quezón

En Estados Unidos, el primer programa de árboles patrimoniales fue patrocinado por el estado de Oregón en 1995, con la pícea gigante de Sitka. El Living Heritage Tree Museum en Storkm Lake de Iowa, contiene descendientes de árboles con vínculos históricos con personas emblemáticas.
En el estado de Washington, hay varias categorías de árboles patrimoniales; históricos y raros. 